# Brick painting
Brick Painting és un quadre de l’artista nord-americà Ad Reinhardt. Concretament es tracta d’un oli sobre llenç realitzat l’any 1950. Les seues mesures són 152,5 cm x 102 cm.
Brick Painting pertany a l’època on l’artista estava provant un llenguatge més abstracte, sense escales ni referències de cap tipus. El seu objectiu era la neutralitat, i és per això que va limitar els moviments de les seues pinzellades. Les formes rectangulars constitueixen unitats mínimes individuals, elaborades minuciosament. La separació cromàtica s'aprecia perfectament, així com les marques deixades pel pinzell.